# Zentralvenenverschluss im Auge
Ein Zentralvenenverschluss im Auge (ZVV) ist ein Verschluss des zentralen blutableitenden Gefäßes in der  Netzhaut (Vena centralis retinae). Folge ist in erster Linie eine schmerzlose Verschlechterung dessen Sehkraft. Von dem Zentralvenenverschluss ist der Venenastverschluss (VAV) zu unterscheiden, bei dem ein Ast des zentralen blutableitenden Gefäßes in der Netzhaut teilweise oder vollständig verschlossen ist.

## Beschwerden und Befunde
Der Patient bemerkt zumeist eine schmerzlose Visusminderung oder ein Schleiersehen („wie durch eine Gardine“). Der Augenarzt stellt beim Spiegeln des Augenhintergrundes (Funduskopie) streifige Blutungen in der Netzhaut, Cotton-Wool-Flecken oder wenigstens eine Schwellung des Sehnervenaustrittes (Papillenödem) fest. Mit Hilfe der Fluoreszenzangiografie der Netzhaut (Darstellung der Durchblutung der Netzhaut mit einem Kontrastmittel) wird der Schweregrad der Durchblutungsstörung der Netzhaut untersucht. Man unterscheidet grob zwischen der nichtischämischen Form und der ischämischen Form (letztere mit schwererem Verlauf), wobei die Formen ineinander übergehen können. Die vom Patienten bemerkte Sehminderung kann besonders die Verminderung oder den Verlust der Lesefähigkeit betreffen, welche durch Flüssigkeitseinlagerungen in die Makula (Makulaödem) verursacht oder verschlimmert werden. Das Ausmaß des Makulaödems wird mit Hilfe der Optischen Kohärenztomografie (OCT) untersucht.

## Ursachen und Folgen
Die Ursache ist nicht ausreichend geklärt. Erhöhungen des Hämatokritwertes, wie sie nach Höhentraining auftreten, und allgemeine Risikofaktoren von Thrombosen sollen eine Rolle spielen, z. B. Bluthochdruck und Diabetes mellitus. Auch ein erhöhter Augeninnendruck steht im Verdacht, Gefäßverschlüsse der Netzhaut zu begünstigen. Als Komplikation kann es zu einer bleibenden Visusminderung bis zur Erblindung des Auges kommen. Weiterhin kann eine Erhöhung des Augeninnendruckes (neovaskuläres Glaukom) auftreten. Die Pathophysiologie erinnert an die der Sinusthrombose in der Schädelhöhle.

## Therapie
Durch Lasereingriffe (panretinale Photokoagulation) kann die Blutzufuhr im nicht durchbluteten Netzhautareal vermindert und so ein später erfolgender Anstieg des Augeninnendrucks durch ein Sekundärglaukom vermieden werden. Bei einem Makulaödem ist die Injektion von Medikamenten (VEGF-Hemmstoffe, Steroide) in den Glaskörper Therapie der Wahl. Ferner kann eine Thrombolyse (Auflösen des Blutgerinnsels mit biologisch aktiven Substanzen) oder eine Hämodilution (Verdünnung des Blutes durch Infusionen) versucht werden. In den letzten Jahren wurden auch operative Verfahren entwickelt (beispielsweise „radiale Neurotomie “ oder „Dekompression“ des Sehnerven), deren Nutzen aber noch nicht ausreichend bewiesen ist.